# Dahé
Dahé ist ein Arrondissement im Departement Mono im westafrikanischen Staat Benin. Es ist eine Verwaltungseinheit, die der Gerichtsbarkeit der Kommune Houéyogbé untersteht.

## Demografie und Verwaltung
Gemäß der Volkszählung 2013 des beninischen Statistikamtes INSAE hatte das Arrondissement 19.536 Einwohner, davon waren 9443 männlich und 10.093 weiblich.
Von den 80 Dörfern und Quartieren der Kommune Houéyogbé entfallen zwölf auf Dahé:
1. Aguêhon
2. Dahè-Aklo
3. Dahè-Gbédji
4. Dahè-Kpodji
5. Danhoué
6. Djètoè
7. Djibio
8. Gnamako
9. Houankpa
10. Houankpato
11. Kpassakanmè
12. Tohouin